# Amorphochelus limatus
Amorphochelus limatus är en skalbaggsart som beskrevs av Marc Lacroix 1997. Amorphochelus limatus ingår i släktet Amorphochelus och familjen Melolonthidae. Inga underarter finns listade i Catalogue of Life.